# Suma's Zorro
Suma's Zorro (née le 22 mars 2004) est une jument alezane élevée en Irlande, appartenant au stud-book Anglo-européen, et concourant en saut d'obstacles avec le cavalier égyptien Sameh El Dahan. 

## Histoire
Suma's Zorro naît le 22 mars 2004 au haras de Suma.
Élevée à Kilkenny par Susan Lanigan-O’Keeffe et Marily Power, elle est la propriété de Joanne Sloan-Allen des écuries Sycamore à Co Antrim depuis son plus jeune âge,. À 7 ans, elle est l'une des meilleures juments d'obstacle de sa génération. Elle se qualifie en effet pour le concours international du Royal Dublin Horse Show, mais échoue en finale en raison de temps dépassé.
Le cavalier égyptien Sameh El Dahan la monte depuis 2011, considérant qu'elle est sa « jument d'une vie ». Elle participe aux Jeux olympiques d'été de 2016 à Rio, ainsi qu'aux jeux équestres mondiaux de 2018, se classant respectivement 56e et 63e en individuel.
Elle remporte en juillet 2018 le Paris Eiffel Jumping avec El Dahan, malgré le frôlement d'un oxer, provoquant une ovation debout,,. Son cavalier l'embrasse sur l'encolure après cette première victoire en CSI5*. Elle décroche ensuite le Grand Prix de Spruce Meadows (Calgary) au Canada le 9 septembre, l'épreuve de CSO la mieux dotée de la saison,. Cette victoire est une surprise, car cette épreuve est aussi considérée comme l'une des plus difficiles de la saison de CSO.

## Palmarès
Elle est 189e du classement mondial des chevaux d'obstacle établi par la WBFSH en octobre 2014.

### 2018
- Juillet : Vainqueur du Grand Prix du Paris Eiffel Jumping[3]
- Septembre : Vainqueur du Grand Prix de Spruce Meadows[9]

## Description

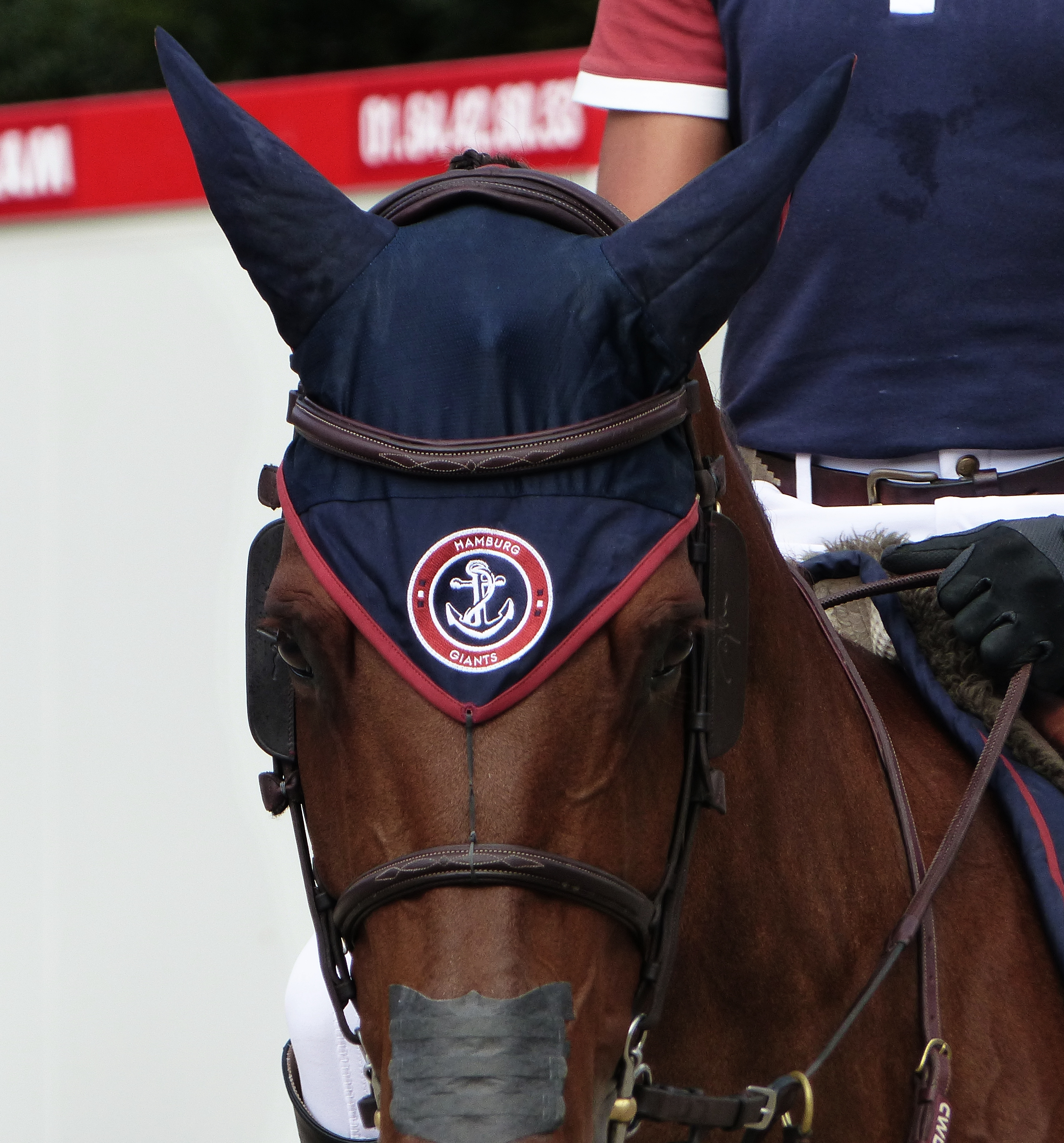
Détail sur la tête de Suma's Zorro au Paris Eiffel Jumping 2018.

Suma's Zorro est une jument de robe alezan brûlé. Sameh El Dahan explique avoir une excellente relation avec sa jument, qui « donne toujours le meilleur d'elle-même ». Suma est une jument très précautionneuse. À l'élevage, elle montre un caractère calme.

## Origines
C'est une fille de l'étalon Douglas et de la jument Vixens Frolic, par Horos XX.